# Дирменешть
Дирменешть, Дирменешті (рум. Dârmănești) — село у повіті Арджеш в Румунії. Входить до складу комуни Дирменешть.
Село розташоване на відстані 113 км на північний захід від Бухареста, 16 км на північ від Пітешть, 114 км на північний схід від Крайови, 90 км на південний захід від Брашова.

## Населення
За даними перепису населення 2002 року у селі проживали 1019 осіб, усі — румуни. Усі жителі села рідною мовою назвали румунську.